# ОШ „Ратко Јовановић” ИО Висока
ОШ „Ратко Јовановић” ИО Висока је једно од издвојених одељења ОШ „Ратко Јовановић” из Крушчице.

## Историјат
Школа у Високој је осморазредна школа, основана 1920. године, а данашња зграда је изграђена 1938. године. Од матичне школе је удаљена 12 километара. Ову школу похађају деца Високе и Бјелуше. Они најдаљи до школе путују и преко 12 километара. Школа је у планинској области, са врло променљивим временским приликама, што посебно отежава њихово путовање. Велики допринос раду школе имају и донатори који су најзаслужнији што је зграда школе постала безбедна и функционална.
Поред образовања школа, кроз разне спортске активности, ради на физичком развоју ученика, кроз активности дружине „Трачак зрачка” и библиотеке „Вук Алексић”, на њиховом културном развоју, а кроз рад ђачке задруге „Звончић” и на развој њиховог предузетништва.